# Соната для фортепіано № 12 (Бетховен)

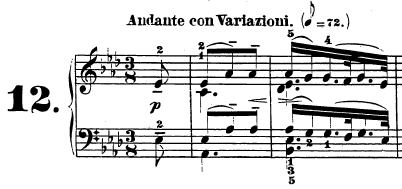
Початок сонати № 12

Соната для фортепіано № 12, ля-бемоль мажор, op. 26 Л. ван Бетховена написана в 1800–1801 роках. Присвячена князю Карлу фон Ліхновському.
Складається з чотирьох частин:
1. Andante con variazioni
2. Scherzo, allegro molto
3. Maestoso andante, marcia funebre sulla morte d'un eroe
4. Allegro